# Дениси
Дениси́ — село в Україні, у Ташанській сільській громаді Бориспільського району Київської області. Населення становить 589 осіб.

## Історія
В історичних джерелах село вперше згадується 1622 року. Назва походить від першого поселенця козака Дениса. Засноване на території Речі Посполитої, у межах так званої Вишневеччини.
З 1648 — у складі Гетьманської України, після 1667 — село Переяславського полку Лівобережного Гетьманату-
В селі проживали козацькі родини Голованів, Зайченків, Іваненків, Ігнатенків, Ісаєнків, Коркачів, Мареничів, Марченків, Осипенків, Остапенків, Поповичів, Сотників, Тищенків, Ткачів, Чепурних, Чубиків. З 1649 року козацький курінь села Дениси в складі сотні Івана Бабича. В 1723 р. більше чверті козаків - це нововписані піддані переяславської ратуші. Курінний отаман Коркач Іван Павлович з 1752 р. В курені брати Сидор, Григорій Коркачі та дядько Іван Коркач - козаки. 
І.П. Коркач став сотенним осавулом яготинським (1758, 1761-1773). У 60-х роках скупив багато ґрунтів навколо Денисів, виступав кредитором вдови сотника яготинського Анастасії Купчинської. Жив у с.Денисах, де мав 7 підданих, шляхтич (1782)..
З 1779 року церква Пресвятої Трійці
Анексоване Російською імперією 1782 року.
Є на мапі 1812 року
1910 - село Помоклівської волості Переяславського повіту Полтавської губернії, 259 господарств, 1560 осіб обох статей з найманими робітниками.
З весни 1917 — у складі УНР. З 1921 — встановлено радянську владу.
1930 людей примусово зігнали у колгосп ім. Петровського, при цьому 6 сімей незаконно позбавлено майна (мовою комуністичного режиму — «розкуркулено»).

Братська могила солдат Радянської Армії, які загинули в роки Німецько-радянської війни, село Дениси, центр села

Село Дениси в 1932 році налічувало 358 дворів і проживало 1778 жителів. Загальна кількість убитих голодом — майже 350 чоловік, більшість — діти та старі люди. Місце поховання жертв Голодомору — сільське кладовище, де з ініціативи громадськості встановлений бетонний хрест та ікона в пам'ять жертвам Голодомору 1932—1933 років.
Комуністи продовжували убивати уродженців села і після Голодомору. Так, 1938 позасудовими органами НКВС СРСР постановлено вбити господаря Павла Степановича Філоненка, 1903 року народження. Особисте майно Філоненка розграбувала група НКВС.

Пам'ятник воїнам-односельцям, які загинули в роки Другої світової війни, село Дениси, біля будинку культури

Радянська влада покинула село восени 1941 з приходом німецької армії. Відновлено церковне життя, часткова реституція майна. За два роки разом з Червоною армією повернулася і радянська влада і провела новий Голодомор — 1946—1947. Паспорти мешканцям села не видавали, пенсій не платили до 1965 року.
Масові комуністичні вбивства та майновий терор призвели до гострої демографічної кризи після звільнення села від СРСР. 1991 мешканці села проголосували за відновлення державної незалежності України.

## Відомі уродженці
- Кучерявий Володимир Панасович (1939) — доктор сільськогосподарських наук, український дендролог, еколог.
- Тищенко Петро Іванович (1903—1967) — український кобзар.

## Особистості, що проживали в селі
- Проценко Володимир Миколайович у 1974 році мешкав у селі і працював бухгалтером в колгоспі ім. Пертровського. Народився 26 січня 1954 року [7], у літературі Володимир Чорномор, — український письменник, член Національної Спілки письменників України, заслужений діяч мистецтв України. Автор більше 20 поетичних і прозових книг, 30 пісень. Лауреат премії Кабінету Міністрів «ЗОЛОТЕ ПЕРО УКРАЇНИ», міжнародної літературної премії ім. Івана Багряного, всекримської літературної премії ім. Степана Руданського та премії Військово-Морських Сил України ім. Ярослава Окуневського. Живе і працює в місті Боярка.